# 1048 Feodosia
Feodosia (asteróide 1048) é um asteróide da cintura principal com um diâmetro de 70,16 quilómetros, a 2,24074188 UA. Possui uma excentricidade de 0,18006619 e um período orbital de 1 650,13 dias (4,52 anos).
Feodosia tem uma velocidade orbital média de 18,01715548 km/s e uma inclinação de 15,80658165º.
Esse asteróide foi descoberto em 29 de Novembro de 1924 por Karl Reinmuth.